# Georg Dix
Georg Dix (* 17. Januar 1897 in Drebkau; † 13. Dezember 1967 in Cottbus) war ein deutscher KPD-Funktionär und Widerstandskämpfer gegen den Nationalsozialismus. Zusammen mit Bruno Dickhoff, Albert Förster und Josef Thomas war er Mitglied der Widerstandsgruppe um Willy Jannasch.

## Leben

### Frühe Jahre
Georg Dix wurde in Drebkau geboren. Sein Vater Wilhelm war Schneidergeselle. Georg Dix erlernte den Beruf des Tischlers. Im Ersten Weltkrieg kämpfte er bei der Marine. Nach Ende des Krieges wurde er Mitglied im Soldatenrat Emden, dem er bis Januar 1919 angehörte. Im selben Jahr trat er in die Unabhängige Sozialdemokratische Partei Deutschlands (USPD) ein. Ende 1920 wechselte er mit dem linken Flügel der USPD zur Kommunistischen Partei Deutschlands (KPD). Dix war zusammen mit unter anderem Michael Bey einer der Mitbegründer der Ortsgruppe Ströbitz und gehörte der KPD-Unterbezirksleitung Cottbus an. Zudem war er Mitglied in verschiedenen politischen lokalen Parlamenten wie der Ströbitzer Gemeindevertretung und des Kreistages des Kreises Cottbus. Außerdem war er auch in der Gewerkschaftsbewegung aktiv. Zunächst war er im Deutschen Holzarbeiterverband organisiert, später wechselte er aufgrund seiner veränderte Berufstätigkeit zum Einheitsverband der Eisenbahner Deutschlands. Außerdem war er zwischen 1926 und 1930 Mitglied des Betriebsrats der Eisenbahn-Bezirksdirektion Halle. Nach seiner Entlassung 1930 engagierte sich Dix bis 1933 in der Revolutionären Gewerkschafts-Opposition. Von Ende 1930 bis Anfang 1933 war Dix in der Leitung des RGO-Unterbezirks Lausitz aktiv. Zugleich war Dix ab 1932 in der KPD-Unterbezirksleitung Cottbus für die Koordinierung der RGO-Politik verantwortlich, da es insbesondere im Parteibezirk Berlin-Brandenburg-Lausitz-Grenzmark und dessen Unterbezirken im Zusammenhang mit der Ausrichtung der Gewerkschaftsarbeit immer häufiger zu Konflikten zwischen KPD und RGO gekommen war.

### Widerstand gegen den Nationalsozialismus
Im Januar 1933 fand die „Machtergreifung“ der Nationalsozialisten statt. Bei Wahlen am 12. März 1933 wurde Georg Dix in den Kreistag des Kreises Cottbus gewählt. Am 22. März wurde er dann zusammen mit seinem Parteikollegen Erwin Günther an der Bahnstrecke nach Halle/Saale festgenommen und im KZ Sonnenburg inhaftiert. Nach seiner Entlassung schloss er sich der Widerstandsgruppe um Willy Jannasch an. Den Kontakt erlangte er dabei über Josef Thomas, der ebenfalls eine gewisse Zeit im KZ Sonnenburg gefangen gehalten wurde. Um ihre Entdeckung zu verhindern, bildete die Widerstandsgruppe Untergruppierungen, deren Mitglieder sich gegenseitig nicht alle kannten. Dix bildete dabei zusammen mit Josef Thomas und Max Bischoff eine dieser Untergruppen. Haupttätigkeiten der Widerstandsgruppierung war zum einen die Reorganisation der Roten Hilfe. Zum anderen verteilte sie auch sozialistische und kommunistische Schriften an die Bevölkerung und Insassen von Reichsarbeitsdienstlagern. Unter diesen Schriften waren Ausgaben der Roten Fahne, der Inprekorr, der Jungen Garde sowie des Braunbuchs über Reichstagsbrand und Hitlerterror. Diese wurden über Kontakte zu Emigranten in der Tschechoslowakei und Mitgliedern der Kommunistischen Partei der Tschechoslowakei sowie einer weiteren Gruppierung aus Forst/Lausitz organisiert.
Im Januar 1936 wurde Dix zusammen mit zwölf weiteren Mitgliedern seiner Widerstandsgruppe verhaftet. Sie wurden zunächst bis März in Cottbus gefangengehalten und dann nach Berlin überführt. Im Mai erhielten sie ihre Anklageschrift, in der ihnen die Vorbereitung „des hochverrätischen Unternehmens, mit Gewalt die Verfassung des Reiches zu ändern“ vorgeworfen wurde.
Die Verhandlung fand am 29. und 30. Juni vor dem Berliner Kammergericht statt. Dix wurde zu zwei Jahren Zuchthaus verurteilt. Auch die anderen Angeklagten wurden zu Zuchthaus- oder Gefängnisstrafen von mindestens einem Jahr verurteilt. Bis auf den Mitangeklagten Willi Graf mussten alle ihre Haftstrafen antreten. Dieser war stattdessen bereits nach wenigen Tagen entlassen worden. Dies nährte den Verdacht, dass er die Gruppe verraten hatte. Nach dem Ende des Zweiten Weltkriegs 1945 wurde Willi Graf von der SMAD verhaftet und beging kurz darauf Selbstmord.
Georg Dix wurde zusammen mit sechs seiner Mitstreiter in das Zuchthaus Brandenburg-Görden gebracht. Im Februar 1944 wurde in die Strafdivision 999 (Infanterie-Regiment, Baubataillon) eingezogen. Im März 1945 geriet er in sowjetische Kriegsgefangenschaft, aus der im Oktober desselben Jahres entlassen wurde.

### Zeit nach 1945
Dix engagierte sich nach Ende des Krieges politisch in Cottbus. So war er zunächst Kreisrat des Kreises Cottbus-Land. Später war er Mitarbeiter der Cottbuser Kreisleitung der SED und kümmerte sich dabei unter anderem um die Belange der Industrie. Außerdem war er Sekretär der Wohnparteiorganisation im Cottbuser Stadtteil Ströbitz. Dix starb am 13. Dezember 1967 in Cottbus.

## Ehrungen
1969 wurde im Cottbuser Stadtteil Sandow eine Straße nach Georg Dix benannt. Die Straße wurde 1991 wieder umbenannt.